# 萊布尼格托爾山

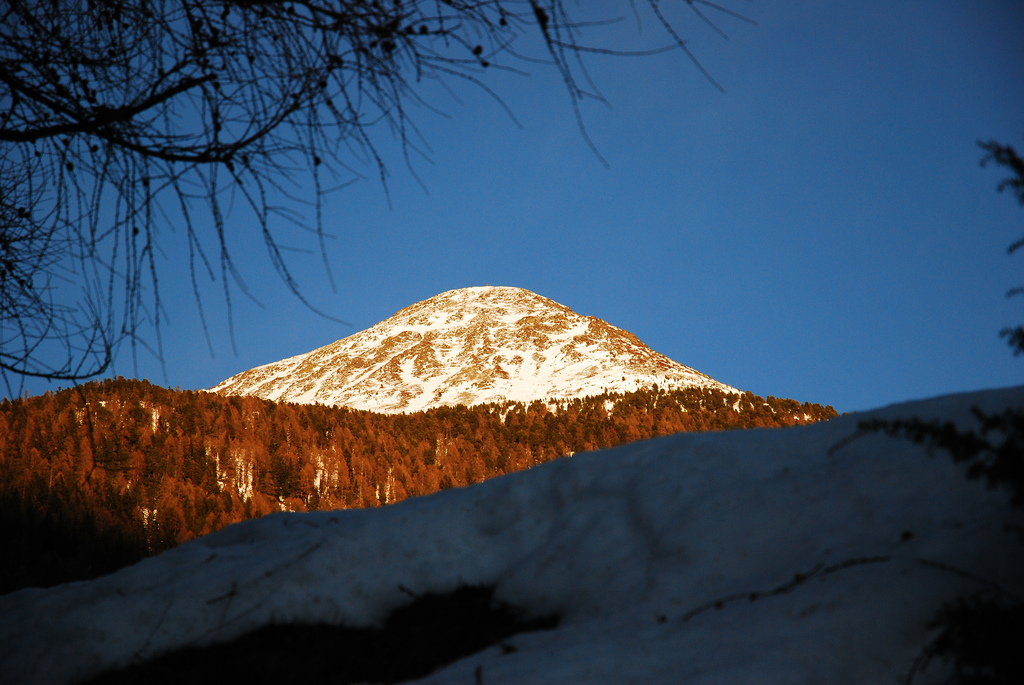

46°55′36″N 12°39′22″E / 46.926539°N 12.655992°E
萊布尼格托爾山（德語：Leibniger Tor）是奧地利的山峰，位於該國西部，由蒂羅爾州負責管轄，屬於舍貝爾山脈的一部分，處於林區聖約翰境內，海拔高度2,515米。